# Axel von Faltzburg
Axel von Faltzburg (* 1645; † 18. September 1728 in Halmstad) war ein schwedischer Infanteriegeneral und Landshövding.

## Leben
Axel von Faltzburg war ein Sohn des 1648 geadelten schwedischen Staatssekretärs in Pommern, Johann von Faltzburg (1609–1681), und dessen zweiter Frau Anna Eleonora Hagemeister (1623–1660). Er besuchte ab 1660 zusammen mit seinem älteren Bruder Johann Philipp das Gymnasium illustre in Hall. 1672 wurde er königlicher Hofjunker und später Kammerherr. 1676 nahm er an der Schlacht bei Lund teil und wurde anschließend mit der Siegesmeldung nach Stockholm geschickt. Dort wurde er zum Hauptmann der Garde befördert. 1693 war er Oberst des Schwedischen Leibregiments „till fot“. Im folgenden Jahr wurde er Kommandant in Malmö. 1708 wurde er zum Generalmajor befördert. Im selben Jahr wurde er zum Landshövding in Göteborgs län, 1709 in Älvsborgs län und 1710 in Hallands län.
Am 30. August 1710 wurde er zusammen mit seinem jüngeren Bruder Gustav in den schwedischen Freiherrnstand erhoben. 

## Familie
Axel von Faltzburg war mit Sophia Örnestedt († 1695) verheiratet, der Tochter des Hofkanzlers Franziskus Örnestedt. Mit ihr hatte er fünf Söhne und fünf Töchter. Vier der Kinder starben im ersten Lebensjahr.